# El reino (serie de televisión)
El reino es una serie de televisión por internet de thriller dramático argentino original de Netflix. La ficción cuenta cómo un candidato a vicepresidente debe tomar el lugar del candidato a presidente en Argentina, luego de que éste fuera asesinado durante la campaña electoral y mientras tanto se comenzará a investigar quién cometió el crimen. Está protagonizada por Chino Darín, Nancy Dupláa, Joaquín Furriel, Peter Lanzani, Mercedes Morán y Diego Peretti. La serie tuvo su estreno el 13 de agosto de 2021.
Al poco tiempo de su estreno, Netflix renovó la serie para una segunda y última temporada, la cual se estrenó el 22 de marzo de 2023.

## Sinopsis
La historia se centra en la vida del pastor Emilio Vázquez Pena (Diego Peretti), quien se postula al puesto de vicepresidente en las próximas elecciones de Argentina, luego de la caída del peronismo y el radicalismo. Tras el asesinato de su compañero de fórmula durante el acto de cierre de la campaña, el pastor asume la candidatura a presidente de la Nación mientras la justicia intenta descifrar el crimen y cuáles fueron sus causas.

## Elenco
- Diego Peretti como Emilio Vázquez Pena
- Chino Darín como Julio Clamens
- Nancy Dupláa como Roberta Candia
- Joaquín Furriel como Rubén Osorio
- Peter Lanzani como Tadeo Vázquez
- Mercedes Morán como Elena Vázquez Pena

### Secundario
- Vera Spinetta como Ana Vázquez Pena
- Nico García como Remigio Cárdenas
- Victoria Almeida como Magdalena Vázquez Pena
- Santiago Korovsky como Ramiro Calderale
- Patricio Aramburu como Pablo Vázquez Pena
- Alfonso Tort como Oscar
- Sofía Gala como Celeste
- Alejandro Awada como Procurador (Temporada 1)
- Mariana di Girolamo como Yaelí (Temporada 2)
- Diego Velázquez como Daniel Botardi (Temporada 2)
- Maite Lanata como Alejandra Orsi (Temporada 2)
- Juan Ingaramo como Bastián (Temporada 2)
- Agustín Aristarán como Lautaro (Temporada 2)
- Uriel Nicolás Díaz como Jonathan
- Martín López Lacci como Ramón (Temporada 2)
- Lucas D'Amario como Pedro Antunez (Temporada 2)

### Participaciones
- Daniel Fanego como Sergio Zambrano Paz (Temporada 1)
- Ana Celentano como Leticia Zambrano Paz (Temporada 1)
- Diego Gentile como Mario (Temporada 1)
- Daniel Kuzniecka como Armando Badajoz (Temporada 1)
- Lautaro Romero como Brian Aguirre (Temporada 1)
- Néstor Guzzini como Comisario Lamas (Temporada 1)
- Alexia Moyano como Linda (Temporada 1)
- Pablo Chao como Federico Galván (Temporada 1)
- Antonia Bengoechea como Delfina Zambrano Paz (Temporada 1)
- Walter Rodríguez como José (Temporada 1)
- Lorena Vega como Laureana
- Hernán Chiozza como el Presentador (Temporada 1)
- Julieta Cardinali como Samanta Levynson (Temporada 2)
- Misael Quispe como Antonio (Temporada 2)
- Jazmín Falak como Sandy (Temporada 2)
- Florencia Raggi como Paula Di Filippo (Temporada 2)

## Episodios
| Temporada | Temporada | Episodios | Episodios | Lanzamiento original | Lanzamiento original |
| --------- | --------- | --------- | --------- | -------------------- | -------------------- |
|           | 1         | 8         | 8         | 13 de agosto de 2021 | 13 de agosto de 2021 |
|           | 2         | 6         | 6         | 22 de marzo de 2023  | 22 de marzo de 2023  |

### Primera temporada (2021)
| N.º en serie | N.º en temp. | Título                        | Dirigido por    | Escrito por                       | Fecha de lanzamiento original |
| ------------ | ------------ | ----------------------------- | --------------- | --------------------------------- | ----------------------------- |
| 1            | 1            | «Control de daños»            | Marcelo Piñeyro | Claudia Piñeiro y Marcelo Piñeyro | 13 de agosto de 2021          |
| 2            | 2            | «Un hombre de Dios»           | Miguel Cohan    | Claudia Piñeiro y Marcelo Piñeyro | 13 de agosto de 2021          |
| 3            | 3            | «Expiación»                   | Marcelo Piñeyro | Claudia Piñeiro y Marcelo Piñeyro | 13 de agosto de 2021          |
| 4            | 4            | «El círculo de baba»          | Miguel Cohan    | Claudia Piñeiro y Marcelo Piñeyro | 13 de agosto de 2021          |
| 5            | 5            | «Bastardos»                   | Marcelo Piñeyro | Claudia Piñeiro y Marcelo Piñeyro | 13 de agosto de 2021          |
| 6            | 6            | «El archivo Osorio»           | Miguel Cohan    | Claudia Piñeiro y Marcelo Piñeyro | 13 de agosto de 2021          |
| 7            | 7            | «La marca del demonio»        | Marcelo Piñeyro | Claudia Piñeiro y Marcelo Piñeyro | 13 de agosto de 2021          |
| 8            | 8            | «Por el bien de la república» | Marcelo Piñeyro | Claudia Piñeiro y Marcelo Piñeyro | 13 de agosto de 2021          |

### Segunda temporada (2023)
| N.º en serie | N.º en temp. | Título                     | Dirigido por    | Escrito por                       | Fecha de lanzamiento original |
| ------------ | ------------ | -------------------------- | --------------- | --------------------------------- | ----------------------------- |
| 9            | 1            | «Entre dioses y monstruos» | Marcelo Piñeyro | Claudia Piñeiro y Marcelo Piñeyro | 22 de marzo de 2023           |
| 10           | 2            | «Los peones del rey»       | Miguel Cohan    | Claudia Piñeiro y Marcelo Piñeyro | 22 de marzo de 2023           |
| 11           | 3            | «Un plan»                  | Miguel Cohan    | Claudia Piñeiro y Marcelo Piñeyro | 22 de marzo de 2023           |
| 12           | 4            | «Violencia divina»         | Miguel Cohan    | Claudia Piñeiro y Marcelo Piñeyro | 22 de marzo de 2023           |
| 13           | 5            | «La suma del poder»        | Marcelo Piñeyro | Claudia Piñeiro y Marcelo Piñeyro | 22 de marzo de 2023           |
| 14           | 6            | «La hora novena»           | Marcelo Piñeyro | Claudia Piñeiro y Marcelo Piñeyro | 22 de marzo de 2023           |

## Desarrollo

### Producción
En enero del 2021 mediante un comunicado de prensa, Marcelo Piñeyro declaró que Netflix lo había invitado tanto a él, como a Claudia Piñeiro para presentar un proyecto. Es así, como Marcelo se convirtió en el director, Claudia en la responsable del guion y además convocaron a Miguel Cohan para que dirija tres episodios de la serie, mientras que Piñeyro se encargaba de dirigir los otros cinco.

### Rodaje
El 29 de enero de 2020, se comunicó que la serie inició sus filmaciones en Buenos Aires. En marzo del mismo año debieron suspender las grabaciones debido a la pandemia por el COVID-19 y por la declaración de la cuarentena obligatoria, sin embargo, en octubre volvieron a retomar el rodaje, ya que se había aprobado un protocolo general para la prevención del Covid-19 en el rodaje y/o grabaciones de ficciones para cine, televisión y contenidos para plataformas audiovisuales, por lo cual, la empresa productora K&S Films tuvo que recurrir a los kits más modernos para testear a todo el equipo, conseguir la aprobación de las autoridades de salud de las diversas jurisdicciones en las que se lleva adelante el rodaje y garantizar una sanitización permanente de las locaciones para reacondicionar los sets y así evitar el contagio durante la producción de la serie.
La segunda temporada comenzó a grabarse el 1 de abril del 2022 y concluyó el 25 de julio de ese mismo año.

### Casting
En marzo del 2022, se anunció que Maite Lanata, Julieta Cardinali, Juan Ingaramo y Agustín Aristarán se unieron a elenco de la segunda temporada. En abril de ese año, se informó que Diego Velázquez, Mariana di Girolamo y Florencia Raggi fueron fichados para la serie.

## Recepción

### Comentarios de la crítica
La serie recibió críticas favorables por parte de los expertos. Guillermo Courau del diario La Nación consideró a la serie como «muy buena», expresando que es importante «subrayar el notable trabajo de dirección de Marcelo Piñeyro y Miguel Cohan, quienes utilizan todos los recursos cinematográficos a su alcance (que son muchos) para sostener el ritmo de la historia, construir el suspenso y, de paso, en complicidad con el guion, ofrecer pistas para el espectador atento». Por su parte, Sabrina Galante del periódico Clarín destacó que la serie presenta «una historia de calidad [...] apoyada en grandes recursos narrativos y visuales» con un «alto nivel actoral», donde «el elenco secundario está a la altura de sus protagonistas».

### Premios y nominaciones
| Lista de premios y nominaciones | Lista de premios y nominaciones        | Lista de premios y nominaciones                      | Lista de premios y nominaciones             | Lista de premios y nominaciones | Lista de premios y nominaciones |
| Año                             | Organización                           | Categoría                                            | Nominado/a(s)                               | Resultado                       | Ref(s)                          |
| ------------------------------- | -------------------------------------- | ---------------------------------------------------- | ------------------------------------------- | ------------------------------- | ------------------------------- |
| 2021                            | Produ Awards                           | Mejor serie dramática                                | El reino                                    | Nominado                        | [ 15 ] [ 16 ]                   |
| 2021                            | Produ Awards                           | Mejor director - Serie y miniserie                   | Marcelo Piñeyro                             | Nominado                        | [ 15 ] [ 16 ]                   |
| 2021                            | Produ Awards                           | Mejor productor de ficción                           | Matías Mosteirín                            | Ganador                         | [ 15 ] [ 16 ]                   |
| 2021                            | Produ Awards                           | Mejor guion - Serie y miniserie                      | Marcelo Piñeyro y Claudia Piñeiro           | Ganador                         | [ 15 ] [ 16 ]                   |
| 2021                            | Produ Awards                           | Mejor director de fotografía                         | Christian Cottet                            | Ganador                         | [ 15 ] [ 16 ]                   |
| 2021                            | Produ Awards                           | Mejor compositor musical                             | Nicolás Cotton                              | Nominado                        | [ 15 ] [ 16 ]                   |
| 2021                            | Produ Awards                           | Mejor actor principal - Serie y miniserie            | Diego Peretti                               | Nominado                        | [ 15 ] [ 16 ]                   |
| 2021                            | Produ Awards                           | Mejor actor de reparto - Serie y miniserie           | Nico García                                 | Nominado                        | [ 15 ] [ 16 ]                   |
| 2021                            | Premios Sur                            | Mejor serie                                          | El reino                                    | Ganador                         | [ 17 ]                          |
| 2022                            | Premios Platino                        | Mejor miniserie o teleserie cinematográfica          | El reino                                    | Ganador                         | [ 18 ] [ 19 ]                   |
| 2022                            | Premios Platino                        | Mejor actor en miniserie o teleserie                 | Chino Darín                                 | Nominado                        | [ 18 ] [ 19 ]                   |
| 2022                            | Premios Platino                        | Mejor actriz en miniserie o teleserie                | Mercedes Morán                              | Nominada                        | [ 18 ] [ 19 ]                   |
| 2022                            | Premios Platino                        | Mejor actor de reparto en miniserie o teleserie      | Joaquín Furriel                             | Ganador                         | [ 18 ] [ 19 ]                   |
| 2022                            | Premios Platino                        | Mejor actriz de reparto en miniserie o teleserie     | Nancy Duplaá                                | Nominada                        | [ 18 ] [ 19 ]                   |
| 2022                            | Premios Platino                        | Mejor creador/a de miniserie o teleserie             | Marcelo Piñeyro y Claudia Piñeiro           | Ganadores                       | [ 18 ] [ 19 ]                   |
| 2022                            | Premios Cóndor de Plata                | Mejor serie dramática                                | El reino                                    | Nominado                        | [ 20 ] [ 21 ]                   |
| 2022                            | Premios Cóndor de Plata                | Mejor dirección                                      | Marcelo Piñeyro y Miguel Cohan              | Nominado                        | [ 20 ] [ 21 ]                   |
| 2022                            | Premios Cóndor de Plata                | Mejor actriz protagonista en drama                   | Mercedes Morán                              | Nominada                        | [ 20 ] [ 21 ]                   |
| 2022                            | Premios Cóndor de Plata                | Mejor actor de reparto                               | Peter Lanzani                               | Ganador                         | [ 20 ] [ 21 ]                   |
| 2022                            | Premios Cóndor de Plata                | Mejor actriz de reparto                              | Sofía Gala Castiglione                      | Nominada                        | [ 20 ] [ 21 ]                   |
| 2022                            | Premios Cóndor de Plata                | Mejor guion original                                 | Claudia Piñeiro y Marcelo Piñeyro           | Ganadores                       | [ 20 ] [ 21 ]                   |
| 2022                            | Premios Cóndor de Plata                | Mejor dirección de fotografía                        | Christian Cottet                            | Nominada                        | [ 20 ] [ 21 ]                   |
| 2022                            | Premios Cóndor de Plata                | Mejor montaje                                        | Alejandro Brodersohn y Rosario Suárez       | Nominados                       | [ 20 ] [ 21 ]                   |
| 2022                            | Premios Cóndor de Plata                | Mejor dirección de arte                              | Daniel Gimelberg                            | Nominado                        | [ 20 ] [ 21 ]                   |
| 2022                            | Premios Cóndor de Plata                | Mejor diseño de vestuario                            | Julio Suárez                                | Nominada                        | [ 20 ] [ 21 ]                   |
| 2022                            | Premios Cóndor de Plata                | Mejor música original                                | Nicolás Cotton                              | Nominado                        | [ 20 ] [ 21 ]                   |
| 2022                            | Premios Cóndor de Plata                | Mejor canción original                               | «Sobre mi tumba» por Cazzu y Nicolás Cotton | Ganadores                       | [ 20 ] [ 21 ]                   |
| 2022                            | Premios Cóndor de Plata                | Mejor maquillaje y peluquería                        | Carolina Oclander y Jorge Palacios          | Nominados                       | [ 20 ] [ 21 ]                   |
| 2022                            | Premios Cóndor de Plata                | Mejor diseño de sonido                               | Guido Berenblum                             | Nominado                        | [ 20 ] [ 21 ]                   |
| 2023                            | Produ Awards                           | Mejor serie dramática                                | El reino                                    | Nominado                        | [ 22 ]                          |
| 2023                            | Produ Awards                           | Mejor actriz principal - Serie y miniserie dramática | Mercedes Morán                              | Nominada                        | [ 22 ]                          |
| 2023                            | Produ Awards                           | Mejor actor principal - Serie y miniserie dramática  | Diego Peretti                               | Nominado                        | [ 22 ]                          |
| 2023                            | Produ Awards                           | Mejor productor de ficción - Serie y miniserie       | Matías Mosteirin y Leticia Cristi           | Nominados                       | [ 22 ]                          |
| 2023                            | Produ Awards                           | Mejor guion - Serie y miniserie                      | Marcelo Piñeyro y Claudia Piñeiro           | Nominados                       | [ 22 ]                          |
| 2023                            | Premios Cóndor de Plata                | Mejor serie dramática                                | El reino                                    | Nominado                        | [ 23 ] [ 24 ]                   |
| 2023                            | Premios Cóndor de Plata                | Mejor actor protagonista en drama                    | Peter Lanzani                               | Nominado                        | [ 23 ] [ 24 ]                   |
| 2023                            | Premios Cóndor de Plata                | Mejor actriz protagonista en drama                   | Mercedes Morán                              | Ganadora                        | [ 23 ] [ 24 ]                   |
| 2023                            | Premios Cóndor de Plata                | Mejor actriz de reparto en drama                     | Sofía Gala Castiglione                      | Nominada                        | [ 23 ] [ 24 ]                   |
| 2023                            | Premios Cóndor de Plata                | Mejor actriz de reparto en drama                     | Nancy Duplaá                                | Nominada                        | [ 23 ] [ 24 ]                   |
| 2023                            | Premios Cóndor de Plata                | Revelación masculina                                 | Juan Ingaramo                               | Nominado                        | [ 23 ] [ 24 ]                   |
| 2023                            | Premios Cóndor de Plata                | Mejor guion original                                 | Claudia Piñeiro y Marcelo Piñeyro           | Nominados                       | [ 23 ] [ 24 ]                   |
| 2023                            | Premios Cóndor de Plata                | Mejor dirección de fotografía                        | Christian Cottet                            | Nominado                        | [ 23 ] [ 24 ]                   |
| 2023                            | Premios Cóndor de Plata                | Mejor diseño de sonido                               | Guido Berenblum                             | Nominada                        | [ 23 ] [ 24 ]                   |
| 2023                            | Premios Cóndor de Plata                | Premio del público BA audiovisual                    | El reino                                    | Nominado                        | [ 23 ] [ 24 ]                   |
| 2024                            | Premios Martín Fierro de Cine y Series | Mejor serie                                          | El reino                                    | Nominado                        | [ 25 ]                          |
| 2024                            | Premios Martín Fierro de Cine y Series | Mejor dirección                                      | Marcelo Piñeyro y Miguel Cohan              | Nominado                        | [ 25 ]                          |
| 2024                            | Premios Martín Fierro de Cine y Series | Mejor actriz                                         | Mercedes Morán                              | Nominada                        | [ 25 ]                          |
| 2024                            | Premios Martín Fierro de Cine y Series | Mejor actor                                          | Diego Peretti                               | Nominado                        | [ 25 ]                          |